# Zebramyrtörnskata
Zebramyrtörnskata (Cymbilaimus lineatus) är en fågel i familjen myrfåglar inom ordningen tättingar.

## Utbredning och systematik
Zebramyrtörnskata delas in i tre underarter:
- C. l. fasciatus – förekommer från sydostligaste Honduras,och Nicaragua till nordvästra Ecuador
- C. l. intermedius – förekommer från tropiska södra Colombia till södra Venezuela, norra Bolivia och Amazonområdet i Brasilien
- C. l. lineatus – förekommer från östra Venezuela till Franska Guyana och nordöstra Amazonområdet i Brasilien

## Status och hot
Arten har ett stort utbredningsområde, men tros minska i antal, dock inte tillräckligt kraftigt för att den ska betraktas som hotad. Internationella naturvårdsunionen IUCN listar arten som livskraftig (LC). Beståndet uppskattas till i storleksordningen en halv miljon till fem miljoner vuxna individer.